# La Ribera
La Ribera (Catalaans: De kust) is een subwijk van Sant Pere, Santa Caterina i la Ribera, een van de vier wijken van het district Ciutat Vella, Barcelona. Het zuidelijke deel, onder de Carrer de la Princesa, staat bekend als El Born, een levendig gebied met culturele voorzieningen, kunstgalerijen, boetieks, bars en cafés.

## Geschiedenis
Veel van de gebouwen in La Ribera dateren uit de late middeleeuwen. De wijk kende een bloeiperiode tussen de 13e en 15e eeuw, toen het een welgestelde buurt was die direct aan zee lag. Het gebied dat tegenwoordig bekendstaat als La Barceloneta was destijds nog een eiland. Uit deze periode zijn verschillende opmerkelijke bouwwerken bewaard gebleven, waaronder de gotische Basiliek van Santa Maria del Mar en de paleizen langs de Carrer de Montcada, waarin tegenwoordig onder meer het Museu Picasso, het Museu Barbier-Mueller d'Art Precolombí en een deel van het Textielmuseum zijn gevestigd. 
Na de belegering van Barcelona (1713–1714) en de nederlaag van Catalonië in de Spaanse Successieoorlog, werd een aanzienlijk deel van La Ribera gesloopt om plaats te maken voor een militaire citadel. De bouw van deze citadel had tot doel de stad te controleren en te bestraffen. Onder het voormalige marktgebouw Mercat del Born bevinden zich archeologische resten van het verwoeste stadsdeel. In de nabijgelegen Fossar de les Moreres bevindt zich een massagraf van Catalaanse soldaten die omkwamen tijdens het beleg. Deze plek geldt als een belangrijk herdenkingsmonument voor de Catalaanse identiteit.
Het zuidelijke deel van La Ribera, gelegen ten zuiden van de Carrer de la Princesa richting de kust, wordt tegenwoordig aangeduid als El Born, genoemd naar de 19e-eeuwse markthal aan de Carrer del Comerç. In de 21e eeuw is deze buurt uitgegroeid tot een van de meest toeristische en levendige delen van de oude stad (Ciutat Vella), met een grote aanwezigheid van kunstgalerijen, boetieks, cafés en bars. El Born is populair onder expats en bezoekers, en wordt vaak gezien als een cultureel en creatief centrum.
Het noordelijke deel van de wijk, bestaande uit La Ribera in enge zin en het aangrenzende Sant Pere, vormt een sociaal en economisch contrast met El Born. Hoewel het centraal gelegen is tussen de Arc de Triomf en Via Laietana, wordt dit gebied minder bezocht door toeristen en kent het een grotere aanwezigheid van migrantenarbeiders. De wijk is onderhevig aan stedelijke vernieuwing, maar dit proces verloopt niet zonder controverse. Een voorbeeld hiervan is het gebied rond het zogenaamde Forat de la Vergonya (‘Gat van de Schande’), waar de herstructurering op verzet van bewoners is gestuit. In dit deel van de wijk bevindt zich ook de Biblioteca Francesca Bonnemaison, een cultureel centrum met een focus op vrouwenemancipatie en educatie.

## Straten
De belangrijkste straten in La Ribera en El Born zijn Via Laietana, een brede verkeersader uit het begin van de 20e eeuw die de wijk scheidt van het Barri Gòtic en bekendstaat om haar monumentale architectuur; Passeig del Born, een historische promenade waar vroeger steekspelen plaatsvonden en die tegenwoordig geldt als het bruisende hart van El Born, met tal van cafés, restaurants en zicht op de Santa Maria del Mar; Carrer de Montcada, een cultuurhistorisch waardevolle straat met middeleeuwse paleizen en musea zoals het Museu Picasso; en Carrer de la Princesa, een levendige winkelstraat en belangrijke doorgangsroute tussen El Born en het Parc de la Ciutadella.
Andere karakteristieke straten in de wijk zijn Carrer de l’Argenteria, vol boetieks en eetgelegenheden richting de Santa Maria del Mar; Carrer dels Sombrerers, een charmante straat van oorsprong hoedenmakers; Carrer dels Flassaders, een hippe straat met galeries en restaurants; Carrer dels Agullers, kleinschalig en bekend om verborgen eetplekken; Carrer de l’Esparteria, populair bij jonge locals en expats; en Carrer dels Carders, met een ambachtelijk verleden en een levendige mix van kunstgalerijen, cafés en lokale sfeer.